# Onice

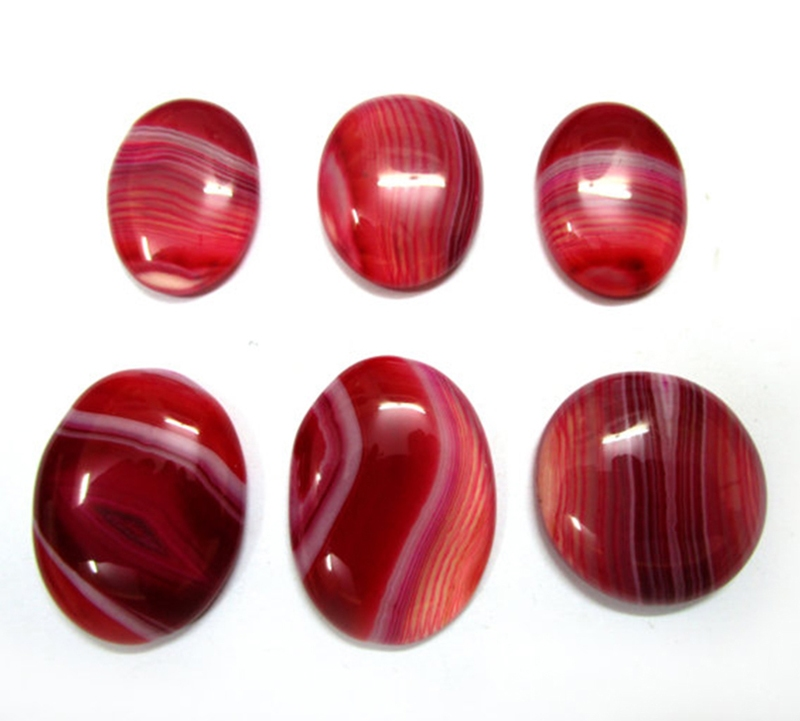
Onice

Con il nome di onice si indicano due tipi di rocce completamente differenti: l'onice silicea normalmente di colore nero striata di bianco con composizione SiO2 . n H2O, simile al calcedonio (ma non al quarzo, che è cristallino), che si trova in Brasile, Messico, e altri luoghi; e l'onice calcarea, anche detta "onice alabastrite", "onice etoca" od "onice egiziana", che è composta da CaCO3 (è di colore bruno quella di Montaione o verde chiaro quella del Pakistan). 

## Onice silicea
Mineralogicamente è una varietà di calcedonio, ossia quarzo in masse compatte microcristalline, di colore opaco o semi-opaco, uniforme, che copre le tonalità rosso-bruno e l'intera gamma di grigi fino al nero.
Come tutte le varietà di quarzo è molto duro (da 6 a 7 nella scala di Mohs).
Si forma principalmente in ambiente filoniano-idrotermale di bassa temperatura e metamorfico, oppure, secondariamente, in rocce sedimentarie dove si presenta in forma massiva e stratificata prendendo il nome di selce, un materiale molto utilizzato dall'uomo nella preistoria e nell'antichità per la preparazione di oggetti affilati e monili.

## Onice calcarea
L'onice calcareo è il marmor alabastrum dei Latini ove alabastrum deriva, come dice Plinio, da una fortezza detta "Alabastra", costruita a Tebe in Egitto e dove vi erano numerosissime cave usate per l'edificazione dei templi.
Ma prima di chiamarsi alabastro, la pietra era detta onice, da cui il nome marmo-onice, come documentato anche nella Genesi in cui si parla di pietra onichina.
L'onice, dal greco onyks, fu così detto per il suo aspetto somigliante all'unghia, alle sue macchie e alla sua lunetta.
Sostanzialmente le parole alabastro ed onice erano usate promiscuamente come confusa era anche la classificazione dei marmi basata sul colore predominante e solo in tempi recenti è avvenuta la classificazione in base alla composizione chimica.
Per la presenza di concrezioni di frammenti di roccia, assume un aspetto particolare con una struttura variabile fibroso-compatta, fibroso-raggiata, fibroso-parallela e zonato-concentrica.
Ha la caratteristica di essere traslucido e con zonature variegate, da millimetriche a centimetriche, più sovente nella tonalità del marrone che donano a questo marmo un aspetto variopinto e diafano.
Di questa ormai rarissima pietra troviamo, in Italia, il famoso "onice del Circeo" nel Lazio, l"Onice di Gesualdo" in Campania e quello di Alberobello in Puglia, la cui costosa estrazione è da molti decenni sospesa. Un altro storico alabastro carbonatico, ampiamente utilizzato in passato come pietra ornamentale e ormai quasi completamente esaurito, è l'Onice di Busca, proveniente dalla Provincia di Cuneo in Piemonte.

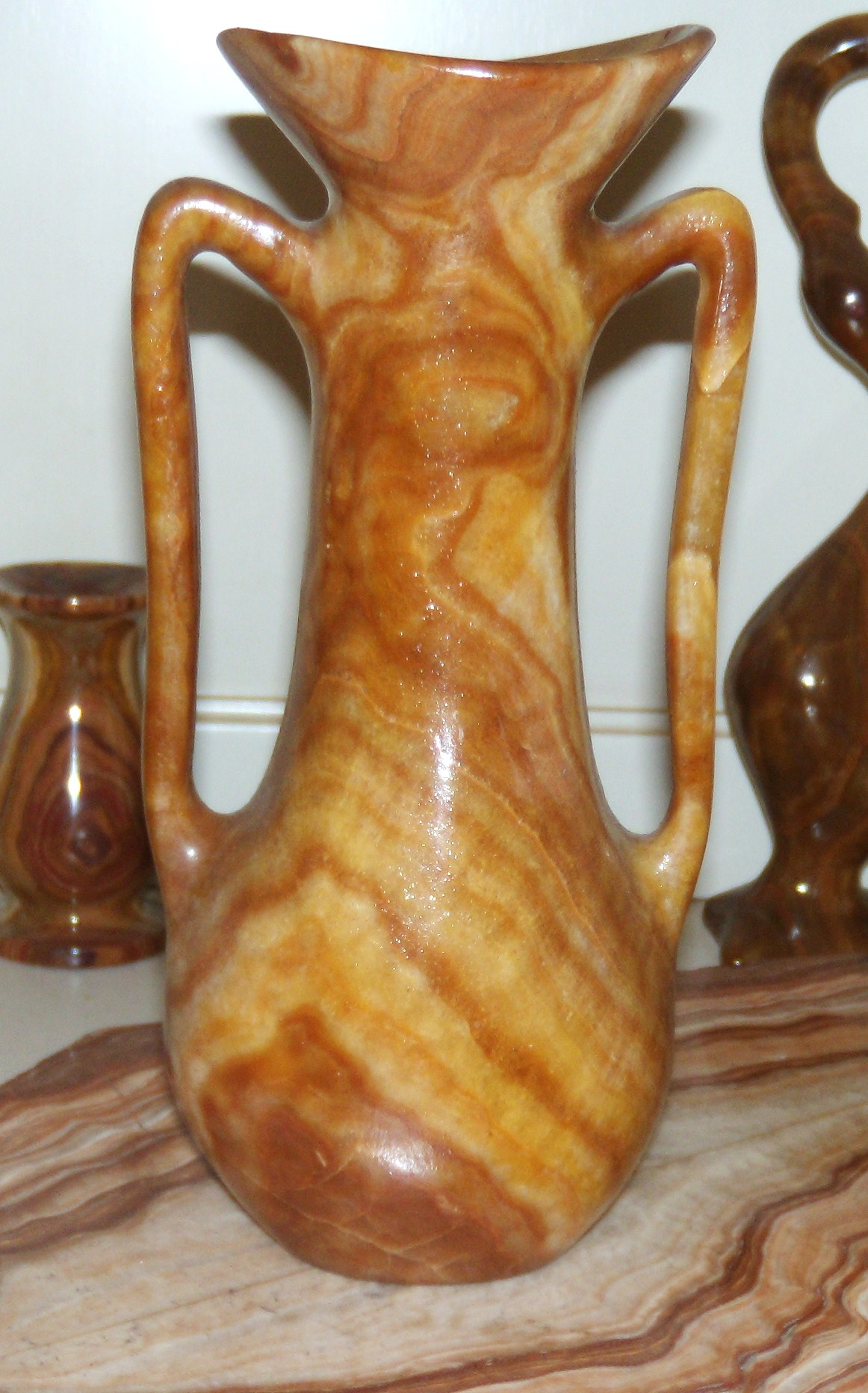
Oggetti in onice alabastrino italico
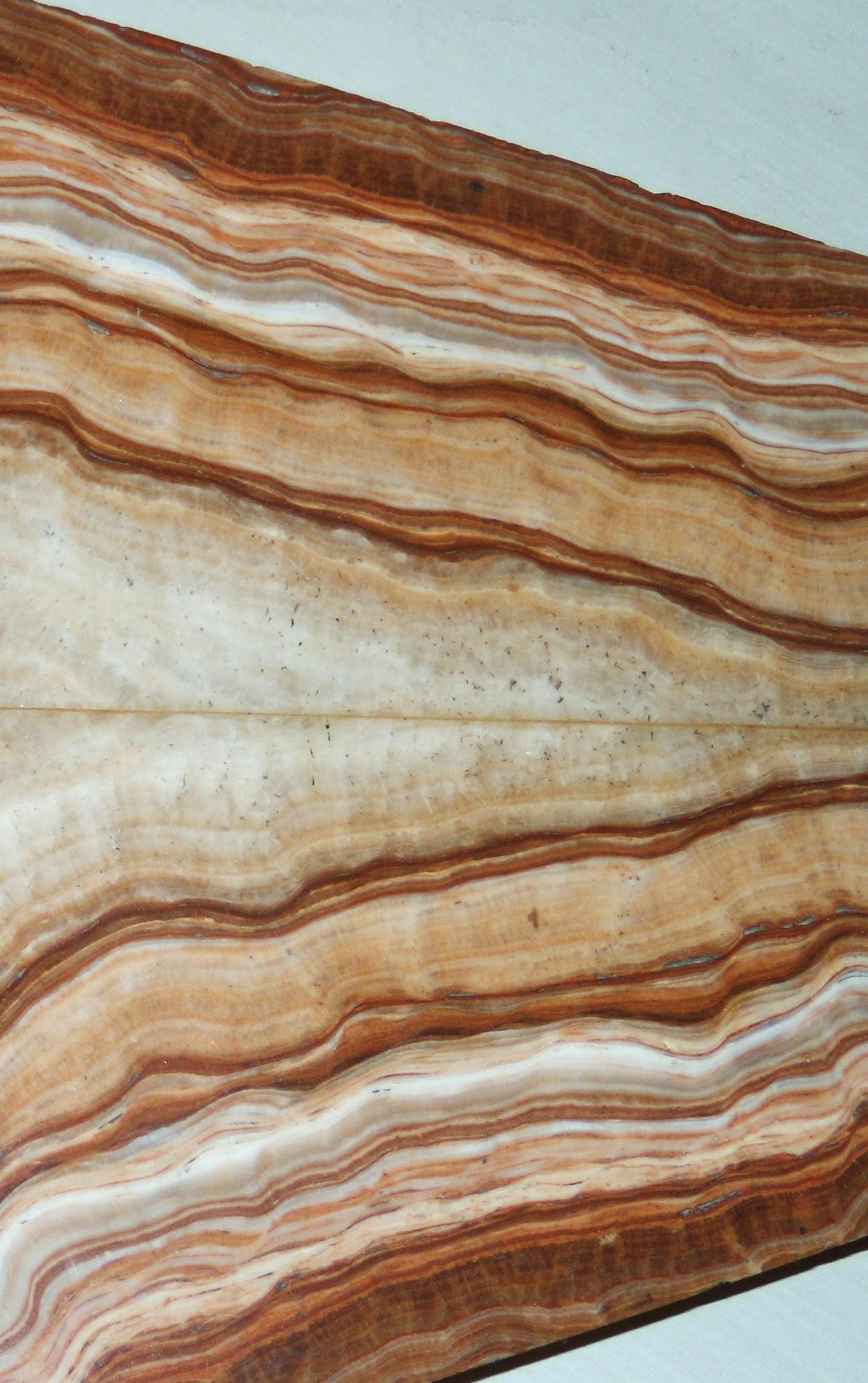
Zonature dell'onice alabastrino italico
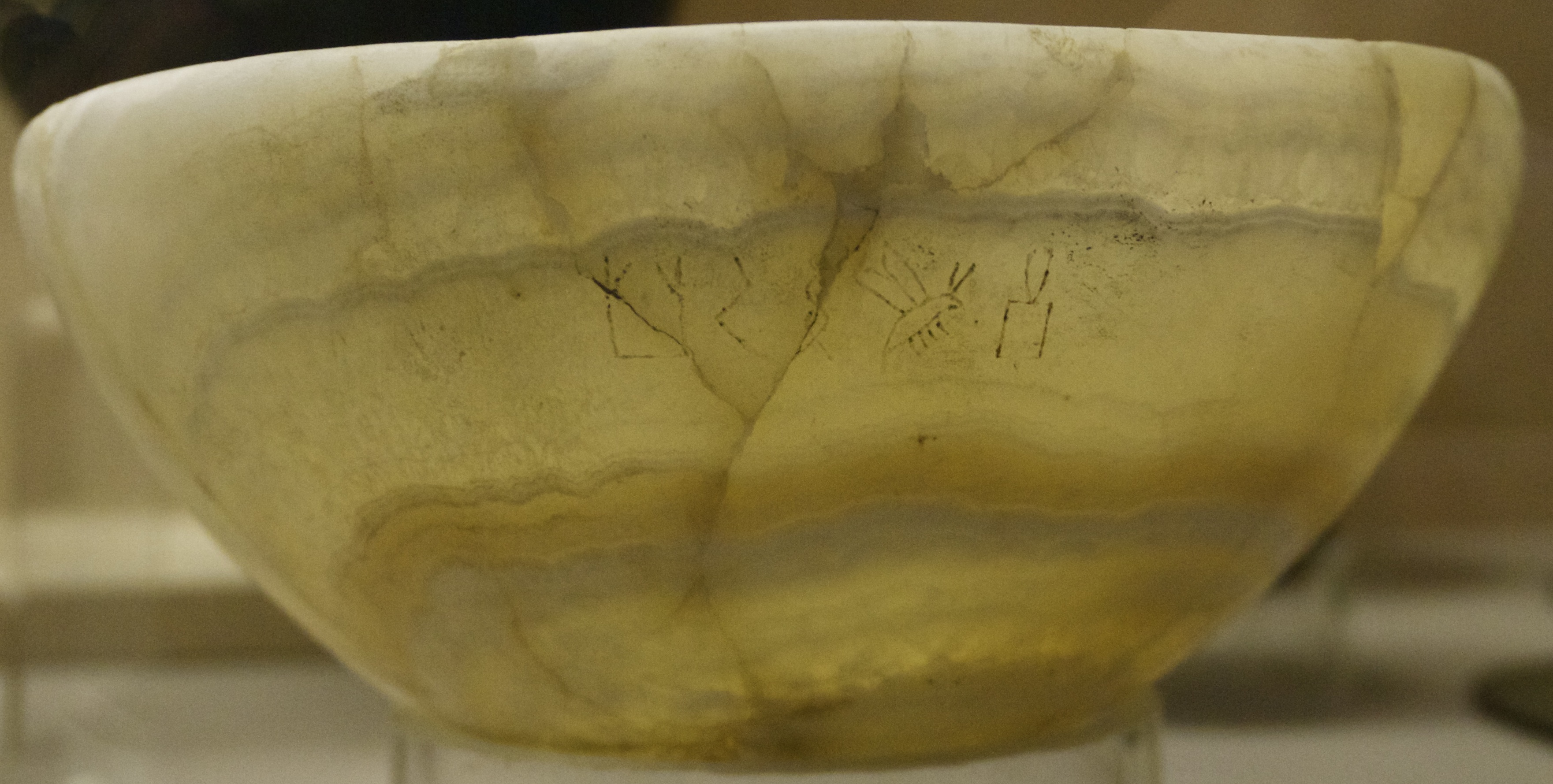
Vaso di Hemaka in onice alabastrino
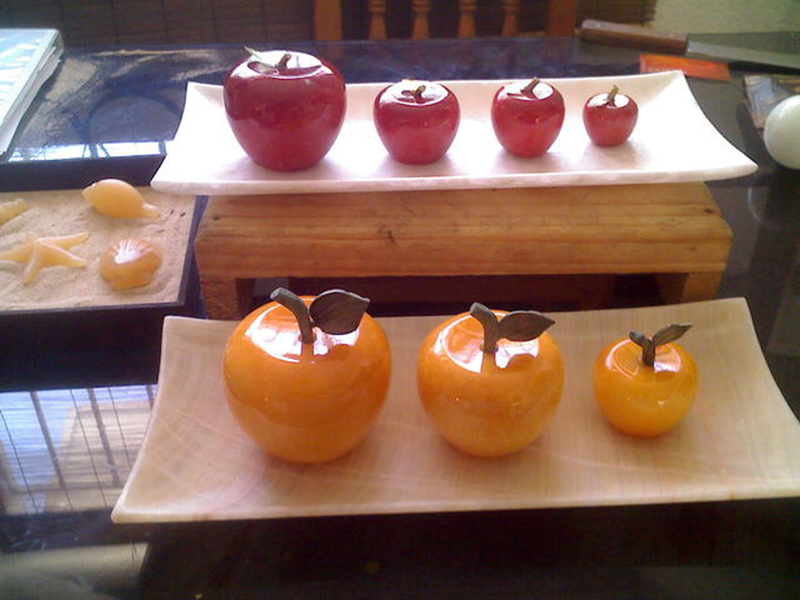
Artigianato